# Hydrochus smaragdineus
Hydrochus smaragdineus é uma espécie de insetos coleópteros polífagos pertencente à família Hydrophilidae.
A autoridade científica da espécie é Fairmaire, tendo sido descrita no ano de 1879.
Trata-se de uma espécie presente no território português.